# Герб Архаринского муниципального округа
Герб Архаринского муниципального округа Амурской области — официальный символ района.
Герб утверждён Решением № 36/475 Архаринского районного Совета народных депутатов 15 августа 2011 года.
Герб внесён в Государственный геральдический регистр Российской Федерации под номером 7207.

## Описание герба
«В зелёном поле под включенной червлёной главой, обременённой пятью выходящими золотыми концами пик, причём на крайней справа пике — серебряный вымпел, переплетённый с другими пиками, — два сообращённо танцующих с запрокинутыми головами и воздетыми крыльями серебряных журавля с червлёными клювами, головами и ногами и с чёрными кончиками крыльев и хвостами, а позади их ног — черная узкая волнистая оконечность, окаймленная серебром».

Герб Архаринского района может воспроизводиться со статусной короной установленного образца в соответствии с пунктами 45-46 главы VIII раздела 2 Методических рекомендаций по разработке и использованию официальных символов муниципальных образований (утверждено Геральдическим советом при Президенте Российской Федерации 28 июня 2006 года)

## Описание символики
Архаринский район расположен на юге Амурской области, на юго-западе и юге по реке Амур район имеет внешнюю границу с Китаем. Заселение территории современного района началось во второй половине XIX столетия. С 1857 года началось активное заселение берегов Амура казаками. В это же время осваиваются берега реки Архары и её притоков, появляются первые поселения: хутора Сагибовский, Касаткинский, станица Иннокентьевская и др. Эти населенные пункты расположились вдоль границы с Китаем по берегам реки Амур.
В настоящее время на территории района расположены пять пограничных застав, охраняющих рубежи нашей Родины. Почетная геральдическая фигура в гербе — красная глава с казачьими пиками и обвивающим их вымпелом — аллегорически показывает важную пограничную роль архаринских территорий на протяжении более полутора сотен лет.
Река Архара дала название современному району, что отражено в гербе чёрной с серебряной каймой волнистой оконечностью — в переводе с местных наречий «хара» означает «чёрный».
Район имеет богатые природные ресурсы. Одним из важнейших природных ресурсов являются леса, показанные аллегорически зелёным полем.
Танцующие журавли символизируют расположенный здесь Хинганский заповедник, привлекающий внимание не только отечественных, но и зарубежных исследователей. Важнейшей задачей заповедника стало поддержание гнездовых популяций японского и даурского журавлей, дальневосточного аиста.
Цвета, используемые в гербе Архаринского района, имеют следующее значение:
зелёный цвет — символ природы, здоровья, молодости, жизненного роста;
золото — символ урожая, богатства, стабильности, уважения и интеллекта;
серебро — символ чистоты, совершенства, мира и взаимопонимания;
чёрный цвет — символ плодородия, мудрости, скромности;
красный цвет — символ труда, мужества, силы, красоты и праздника.

## История герба
29 октября 1998 года решением Архаринского районного Совета народных депутатов двадцать первой сессии первого созыва № 198 была утверждена эмблема района.
15 августа 2011 года был утверждён герб Архаринского района.
Герб района был разработан при содействии Союза геральдистов России.
Авторы герба: идея герба — Константин Мочёнов (Химки); Администрация Архаринского района; художник и компьютерный дизайн — Оксана Афанасьева (Москва); обоснование символики — Кирилл Переходенко (Конаково).